# MIM-3 Nike Ajax
Le MIM-3 Nike Ajax est le premier missile sol-air opérationnel de l’histoire, entré en service en 1954.

## Historique

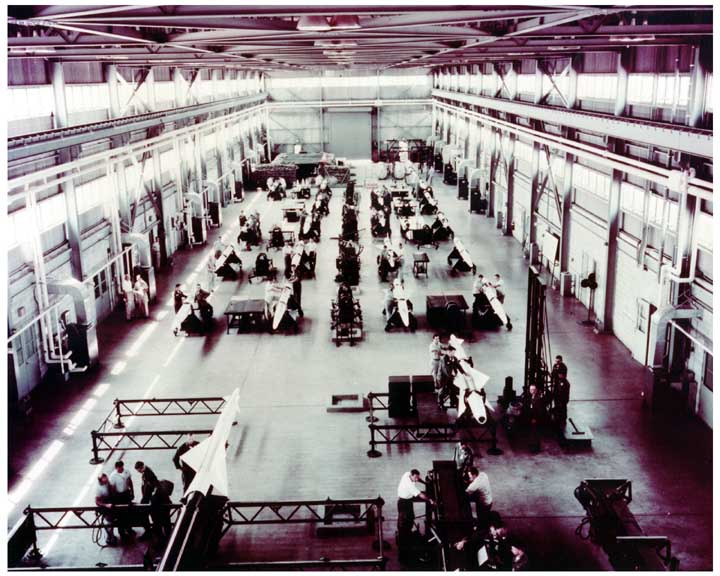
Ligne d'assemblage de missiles Nike Ajax dans une usine de la Douglas Aircraft Company.

Il était conçu pour intercepter des bombardiers volant à vitesse subsonique et à plus de 50 000 pieds (15,24 km). Son premier tir d'essai à lieu le 25 février 1952. Le Nike Ajax a d’abord été déployé sur le territoire des États-Unis pour parer à toutes attaques de bombardiers soviétiques puis a été déployé a travers le monde pour protéger les bases militaires américaines. Adapté au système Nike-Hercules, il a été vendu à ses alliés de l’époque en tant que munition (les moyens radars et calculateurs furent rendus aux Américains). Ajax a perduré jusqu'aux années 1970. 13 683 missiles sont construits.
Les avancées techniques pendant les années 1950 ont rapidement rendu obsolète le Nike Ajax. Il était incapable d’intercepter des cibles en formation et avait une portée assez courte. Ces lacunes ont été effacées par la construction du MIM-14 Nike Hercules, qui commença à être déployé en 1959. Tous les projets Nike ont été menés par les laboratoires Bell, en raison de leurs travaux précurseurs dans les systèmes de guidage par radar durant la Seconde Guerre mondiale.